# Can Roca (Tiana)
Can Roca és una masia gòtica de Tiana (Maresme) protegida com a bé cultural d'interès local.

## Descripció
És un edifici civil amb construccions annexes; es tracta d'una masia de grans dimensions, de planta quadrada i que s'alça, pràcticament, en forma de cub desenvolupant la planta baixa, dos pisos i una coberta de quatre vessants. Els angles de l'edifici estan realitzat amb carreus.
Destaca la composició de la façana, amb una porta adovellada de mig punt a la planta baixa, i tres finestres a cadascun dels pisos superiors, amb els llindars, les llindes i els brancals de pedra. De fet, es pot apreciar perfectament com les finestres del pis superior han estat modificades, essent reduïdes; també sembla com si manqués un rellotge de sol o un escut, al centre de la façana.

### Cap
Cap esculpit adossat al mur per la part posterior. D'uns 30 cm d'alçada, aproximadament. Destaca pel seu les seves línies: cara rodona, ulls ametllats, nas recte, cabell molt esquematitzat, gran bigoti, que a més d'estar esculpit, està pintat amb una senzilla ratlla negra. De la boca surt un tub de ferro, actualment sense cap mena d'utilitat. Malgrat l'esquematisme, es marquen les arrugues del front amb petites línies incises.

### Porxo i finestragòtica
Annex realment important i que modifica l'aspecte general de la façana. Ocupa tota la planta baixa i lateralment arriba fins l'alçada del primer pis. La planta baixa està formada per grans arcs carpanells molt rebaixats i suportats per pilars i la planta alta està formada per una arcada d'arc de mig punt. Lateralment i en la part exterior de l'edifici hi ha una finestra típicament gòtica en forma d'arc conopial lobulat i amb figures de caps treballades. Això podria indicar que hi hagué una construcció anterior a l'actual, de la que se'n conservaria la finestra.

## Història
Existeix una data inscrita a la pedra, "1676", encara que en realitat no se sap a que pot correspondre, ja que no està pròpiament dins d'aquest edifici, sinó a una annex lateral, sota el porxo.